# Tomasz Krupiński
Tomasz Krupiński (ur. 6 kwietnia 1964) – polski bokser amatorski, złoty medalista mistrzostw Polski (1989) oraz srebrny medalista (1984) w kategorii koguciej. Podczas swojej kariery amatorskiej reprezentował barwy klubu Czarni Słupsk.

## Kariera amatorska
W 1981 roku zdobył młodzieżowe mistrzostwo Polski w kategorii papierowej. W finale zawodów pokonał Zbigniewa Liwińskiego. 
W roku 1984 oraz 1989 zdobywał medale na mistrzostwach Polski seniorów. W pojedynku o złoty medal kategorii koguciej w roku 1984 zmierzył się z Sławomirem Zapartem, z którym przegrał przez poddanie w trzeciej rundzie. W 1989 roku został mistrzem Polski w kategorii koguciej. W finale zawodów pokonał na punkty (5:0) Roberta Cibę.

### Inne rezultaty
- Turniej Gazety Pomorskiej, Bydgoszcz, 1981 - I miejsce[5]
- Puchar Norwegii, Toensberg, 1987 - II miejsce[6]
- 75 Years Dutch Tournament, Rotterdam, 1986 - II miejsce[7]
- Turniej im. Feliksa Stamma, Warszawa, 1983 - II miejsce[8]
- Turniej o Złoty Pas Polusa, Gniezno, 1983 - II miejsce[9]